# Nyctemera xanthura
Nyctemera xanthura là một loài bướm đêm thuộc phân họ Arctiinae, họ Erebidae.